# Antiochia di Pisidia
Antiochia di Pisidia fu una città romana situata nell'attuale provincia turca di Isparta.
Il sito archeologico dista circa 1 km dall'attuale villaggio di Yalvaç. La città era posta su sette colline, di cui la più alta raggiunge i 1236 m. Circondata da alte montagne, pur essendo posta vicino alle coste del mediterraneo, non ne prende il clima che resta fresco e molto ben irrigato dalle sorgenti che sgorgano nelle vicine montagne.

## Storia
Sedici sono le città del Medio Oriente che portano il nome di Antiochia, in quanto la dinastia seleucide ebbe molti sovrani con il nome di Antioco. Antiochia in Pisidia pare essere stata fondata da Antioco I Sotere, quando estese il suo regno verso occidente sconfiggendo i Galati in una battaglia dove utilizzò 16 elefanti da guerra, animali completamente sconosciuti ad essi. Pose questa città a controllo della frontiera. Ritrovamenti archeologici fanno comunque rimontare al IV secolo a.C. i primi insediamenti.
La città era sede di un importante santuario dedicato al dio lunare Men, probabilmente derivato dal culto del dio mesopotamico Sin.
La regione tornò sotto i Galati con il trattato di Apamea del 188 a.C., in cui fu ceduta da Antioco III, e vi sorse il regno di Pergamo.
Nel 133 a.C. i Romani ereditarono il regno da Attalo III, il suo ultimo re, ma la regione comunque restò per parecchio tempo contesa da vari regni. I Romani vi si imposero nel 102 a.C., ma il territorio restò difficilmente controllabile, a causa della sua morfologia. Nella regione vennero create delle colonie, distribuendo le terre tra i legionari, e vi fu costruita una strada, la via Sebaste, che passava per Antiochia. Nel 25 a.C. fu creata la provincia di Galatia, della quale Antiochia faceva parte. Sotto Augusto fu l'unico capoluogo della regione a ottenere il nome di Cesarea.
All'inizio dell'era cristiana Antiochia era diventata un crogiolo di numerose culture grazie all'intensa attività economica, militare e religiosa. San Paolo e Barnaba visitarono due volte la città, a testimonianza dell'importanza da essa assunta, e contribuirono alla sua rapida cristianizzazione. Divenne sede vescovile in epoca subapostolica.
L'editto di Costantino del 313 e le altre misure prese a sostegno della religione cristiana, permisero a questa di espandersi nella regione e nella città, che fu anche sede di concili. Alla fine del IV secolo divenne capitale della provincia di Pisidia.
Nel VI secolo iniziò la decadenza della regione e della città. Pur restando un importante centro religioso per la cristianità, come altre colonie romane, rimase sempre più esclusa dai nuovi itinerari commerciali. Inoltre l'Impero Romano d'Oriente si sentiva ora minacciato a sud-est dai guerrieri della nuova religione islamica proveniente dall'Arabia. Le incursioni arabe dal mare e da terra indebolivano l'Impero e in più occasioni la stessa capitale Costantinopoli fu sottoposta ad assedio. L'attacco più feroce inferto a Antiochia fu portato dagli Abbasidi nel 718, durante il regno del califfo al-Walīd ibn 'Abd al-Malik. La città non si riprese mai più da questo mortale colpo.
Nell'XI secolo i Turchi selgiuchidi invasero l'Anatolia e l'11 settembre 1176 l'esercito bizantino e quelli del sultano si scontrarono a Miriocefalo (mille teste), sito di cui non si conosce l'esatta ubicazione ma sicuramente nelle vicinanze dell'antica Antiochia. I Turchi abbandonarono le colline per insediarsi nella valle, non dovendo più preoccuparsi della difesa in quanto possedevano il controllo di tutta l'Anatolia. La dominazione turca mantenne i nomi delle principali città, ma Antiochia, essendo nome oramai dimenticato per l'assenza di abitanti e credenti cristiani a ricordarlo, venne chiamata Yalvaç che significa Profeta in ricordo di San Paolo.